# Synowódzko Wyżne
Synowódzko Wyżne (ukr. Верхнє Синьовидне) – osiedle typu miejskiego w rejonie stryjskim obwodu lwowskiego. Osiedle liczy 3555 mieszkańców.
Znajduje tu się stacja kolejowa Synowódzko Wyżne, położona na linii Lwów – Stryj – Batiowo.

## Historia
Latopis Ipatijewski podaje, że król Daniło wracając z Węgier od króla Beli IV, do którego udał się z prośbą o pomoc przeciwko Tatarom, stanął na nocleg w tutejszym monasterze Bogarodzicy. Nazwa Synowódzko miała powstać jakoby od sinych wód wielkiego jeziora, które niegdyś zalewało całą dolinę zajętą przez obie wsi.
Wieś prawa wołoskiego, położona była na początku XVI wieku w ziemi przemyskiej województwa ruskiego.
Założone w 1561 r. Wieś Synowucko Wyższe położona na przełomie XVI i XVII wieku w powiecie stryjskim ziemi przemyskiej województwa ruskiego, wieś Sienowocko Wyżne w drugiej połowie XVII wieku należał do starostwa stryjskiego.  Za II Rzeczypospolitej do 1934 samodzielna gmina jednostkowa, następnie wieś należała do zbiorowej wiejskiej gminy Synowódzko Wyżne, której była siedzibą. Początkowo w powiecie skolskim, a od 1932 w powiecie stryjskim w woj. stanisławowskiem. 
W 1921 roku we wsi urodził się biznesmen i filantrop Petro Jacyk.
Na początku lipca 1941 roku miejscowa ludność urządziła pogrom, w którym zginęło 147 Żydów. Antyżydowskie zajścia powstrzymało zajęcie wsi 5 lipca 1941 przez wojsko węgierskie. W 1942 roku pozostałych Żydów Niemcy deportowali do Stryja i Bolechowa (a stamtąd później do obozu zagłady w Bełżcu). 
W czerwcu 1944 nacjonaliści ukraińscy z OUN-UPA zamordowali tutaj 42 Polaków.
Po wojnie wieś weszła w struktury administracyjne Związku Radzieckiego.

## Ważniejsze obiekty
- Synagoga w Synowódzku Wyżnym